# Біла Лужа (Смолевицький район)
Біла Лужа (біл. вёска Белая Лужа) — село в складі Смолевицького району Мінської області, Білорусь. Село підпорядковане Жодинській сільській раді, розташоване в центральній частині області.